# Hesperodiaptomus victoriaensis
Hesperodiaptomus victoriaensis är en kräftdjursart som först beskrevs av Reed 1958.  Hesperodiaptomus victoriaensis ingår i släktet Hesperodiaptomus och familjen Diaptomidae. Inga underarter finns listade i Catalogue of Life.